# (332084) Vasyakulbeda
(332084) Vasyakulbeda est un astéroïde de la ceinture principale.

## Description
(332084) Vasyakulbeda est un astéroïde de la ceinture principale. Il fut découvert le 29 octobre 2005 à Androuchivka par l'observatoire astronomique d'Androuchivka. Il présente une orbite caractérisée par un demi-grand axe de 2,73 UA, une excentricité de 0,24 et une inclinaison de 23,5° par rapport à l'écliptique.

## Compléments